# Патерн (фільм)
«Патерн» — український детективний трилер, є дебютним фільмом для компанії Ukrainian West Film.

## Сюжет
Дія фільму відбувається на студії, де проходить зйомка реаліті-шоу «Я ревную». Керівництво каналу, що замовив шоу, не задоволено рейтингами та наполягає на збільшенні градусу провокаційності. Продюсер та режисер шоу Антон вимагає від учасників розігрувати сцени ревнощів «на грані фолу». На знімальному майданчику ситуація виходить з-під контролю. Адміністративна група шоу виявляється залученою до не контрольованих нею «ігор у ревнощі», що змушує Антона підозрювати: в шоу є другий план, «невидимий сценарій» — «Шоу про зйомки шоу», розігрування якого розраховано на елітних споживачів закритих сайтів.
Для Антона, вихідця з родини чиновника високого рангу, така ситуація виглядає принизливою. Він пробує вияснити, хто стоїть за «невидимим сценарієм». Одночасно в студії трапляється НС — хтось вбиває помічника адміністратора, Мілу, дівчину з темним минулим та специфічними сексуальними вподобаннями.
Тепер розслідування Антона спрямовано й на розкриття злочину. В істеричній атмосфері, яка панує на шоу після вбивства Міли, відбувається низка скандалів, які допомагають Антонові відкрити шокуючу правду. Вияснивши, що його тримали за «підставного», Антон йде на вияснення стосунків, що мало закінчується трагічно.